# Grand Prix Bari 1985
Il Grand Prix Bari 1985, noto come Kim Top Line per motivi di sponsorizzazione, è stato un torneo professionistico maschile di tennis giocato sulla terra rossa. È stata la 5ª edizione del torneo – la seconda inserita nel circuito Grand Prix – e si è svolta nell'ambito del Grand Prix 1985. Si è giocato dal 15 al 21 aprile 1985 al Circolo Tennis Bari di Bari, in Italia.

## Campioni

### Singolare
Claudio Panatta ha battuto in finale  Lawson Duncan con il punteggio di 6–2, 1–6, 7–6

### Doppio
Alejandro Ganzábal /  Claudio Panatta hanno battuto in finale  Marcel Freeman /  Laurie Warder con il punteggio di 6–4, 6–2